# Sallai Roland
Sallai Roland (Budapest, 1997. május 22. –) magyar válogatott labdarúgó, a Galatasaray játékosa. Édesapja Sallai Tibor korábbi NB I-es játékos, nagybátyja Sallai Sándor válogatott labdarúgó, húga Sallai Nikolett NB I-es kézilabdázó.
A magyar U20-as labdarúgó-válogatott tagjaként részt vett a 2015-ös U20-as labdarúgó-világbajnokságon.

## Pályafutása

### Klubcsapatokban

#### Puskás Akadémia
Sallai Roland tehetségére már a 2012-es, az U15-ös csapatok klub-vb-jének beillő Nike Premier-kupa európai, lódzi döntőjén felfigyelhettek, a húszas mezőnyben 12. helyen végző Puskás Akadémiában. A támadó középpályásként szereplő Sallai azon a tornán is szerzett gólt, akárcsak az U13-tól kezdve minden korosztály bajnokságában, összesen 285 találatot jegyzett a MLSZ versenyrendszerében. Az élvonalban mindössze 17 évesen mutatkozhatott be, 2014. augusztus 7-én, a Pécsi Mecsek FC elleni mérkőzésen. 2014. szeptember 14-én, második élvonalbeli találkozóján megszerezte első NB I-es gólját a FTC ellen. A 2014-15-ös, és az azt követő idényben 47 bajnokin lépett pályára, és ezeken három gólt szerzett, a Puskás Akadémia azonban kiesett az élvonalból.

#### Palermo
2016 július 30-án a Palermo együtteséhez került kölcsönbe, amelynek a szezon befejezése után opciós joga lett megvásárolni őt 2.5 millió euróért. Sallai a nála egy évvel idősebb Balogh Norbert után a második magyar játékos lett a szicíliai együttesnél.
A 2016–2017-es olasz bajnokság első fordulójában a Sassuolo elleni mérkőzésen debütált, a 69. percében állt be csereként. Október 27-én az Udinese Calcio elleni bajnokin szintén csereként lépett pályára a 60. percben, majd huszonkét perc múlva  második sárga lappal kiállították.
Első bajnoki gólját 2017. március 19-én szerezte az Udinese otthonában. Góljával még megszerezte csapata a vezetést, azonban a hazai csapat fordított és 4-1-es győzelmet aratott. Sallai hat év után az első magyar gólszerző lett a Seria A-ban, előtte Rudolf Gergely ünnepelhetett 2011. március 13-án a Bari játékosaként az AC Milan ellen.

#### APÓEL
2017. augusztus 28-án a Bajnokok Ligája csoportkörében is érdekelt ciprusi APÓ Ellínon szerződtette. Sallai négy évre írt alá. Szeptember 9-én kezdőként mutatkozott be új csapatában a Néa Szalamína Ammohósztu elleni bajnokin, majd a 27. percben megszerezte első gólját is a ciprusi bajnokságban. A mérkőzésen gólpasszt is adott, majd a 75. percben lecserélték, csapata 4–1-re győzött. 2017. szeptember 13-án a Santiago Bernabéu stadionban bemutatkozhatott a Bajnokok Ligájában is, kezdőként 60 percet töltött a pályán a Real Madrid elleni csoportmérkőzésen.
Október 21-én, a bajnokság nyolcadik fordulójában megszerezte második gólját is az idényben, de csapata 3–1-es vereséget szenvedett az AÉK Lárnakasztól. November 26-án, az Olimbiakósz Lefkoszíasz elleni 6–1-es győztes bajnokin duplázott és gólpasszt adott Igor de Camargónak. A következő fordulóban, az Ermisz Aradippu ellen újabb gólt szerzett, csapata 2–1-re megnyerte a találkozót. 2018. január 7-én, az Alkí Oróklini elleni 4–0-s győztes bajnokin talált a kapuba. Február 24-én a bajnokság 19. fordulójában az Olimbiakósz Lefkoszíasz ellen ismét eredményes volt, csapata  3–2-re nyert. Április 22-én az Lárnakasz elleni idegenbeli találkozón csapata második gólját szerezte, az APÓ Ellínon 3–1-re megnyerte a mérkőzést. A 36. fordulóban az Anórthoszi Ammohósztu legyőzésével az APÓ Ellínon megnyerte a bajnokságot.

#### Freiburg
2018. augusztus 30-án az APÓ Ellínon elnöke megerősítette, hogy Sallai orvosi vizsgálatokon vesz részt Freiburgban, miután megegyeztek a német csapattal a játékos átigazolásáról. Másnap hivatalosan is bejelentették Sallai Freiburghoz való igazolását. A bajnokság 4. fordulójában mutatkozott be a Freiburgban, szeptember 22-én, a VfL Wolfsburg elleni idegenbeli mérkőzésen. A kezdőcsapatban helyt kapó Sallai a 7. percben gólt fejelt, majd negyedórával később tizenegyest harcolt ki csapata számára. Ezt követően a 26. percben sárga lapot érően szabálytalankodott, majd a 41. percben sérülés miatt le kellett cserélni. Összességében ez egy debütáló játékostól a statisztikákkal foglalkozó Opta Sports szerint egyedülálló volt a német Bundesligában. A Freiburg 3–1-re megnyerte a mérkőzést, Sallait fejsérülés miatt, elővigyázatosságból cserélte le edzője. Teljesítménye nyomán a Kicker című sportújság és az ARD televízió sportmagazinja is a forduló válogatottjába jelölte, a Kickertől a legjobbnak számító 1-es osztályzatot kapta. Három nap múlva kezdőként végigjátszotta a Schalke 04 ellen 1–0-ra megnyert bajnokit. November 10-én csereként beállva Sallai szerezte csapata gólját a Mainz ellen 3–1-re elvesztett bajnoki mérkőzésen. November közepén combsérülése miatt esett ki hosszabb időre, műteni kellett, majd 2019 márciusában újabb beavatkozás várt rá, ezúttal hasműtétét esett át. Végül a bajnokság 32. fordulójában léphetett ismét pályára, a 72. percben csereként állt be a Fortuna Düsseldorf elleni bajnokin.
A 2019–20-as idény első tétmérkőzésén, a Német Kupa első fordulójában 2018 októbere után először lépett pályára kezdőkét csapatában, amely 1-0-ra győzte le a Magdeburg csapatát. Sallait a 61. percben cserélte le edzője. A bajnokságban a Köln elleni találkozón csereként beállva kapott tizenegy percet, majd a következő fordulóban a Borussia Dortmund ellen ennek a dupláját tölthette a pályán. A kezdőcsapatba először a 10. fordulóban jelölte az edzője, a Werder Bremen ellen 2–2-es döntetlen alkalmával, majd az azt követő, Eintracht Frankfurt elleni mérkőzésen is a kezdő sípszótól számított játékára Christian Streich vezetőedző. 2020. március 7-én kezdőként lépett pályára az Union Berlin elleni bajnoki mérkőzésen, a 34. percben megszerezte a vezetést csapatának. A Freiburg 3–1-re nyert, Sallai pedig a szezonbeli első gólját szerezte. Június 13-án, a bajnokság 31. fordulójában szerezte meg idénybeli második gólját a Wolfsburg elleni 2–2-es döntetlen alkalmával.
A Bundesliga 2020–2021-es szezonjának 1. fordulójában gólt lőtt és gólpasszt adott a VfB Stuttgart ellen 3–2-re megnyert mérkőzésen. December 15-én, a bajnokság 12. fordulójában kétszer volt eredményes a Schalke 04 ellen, a Freiburg ezzel a két góllal nyerte meg a találkozót. 2021. január 9-én megszerezte szezonbeli negyedik gólját is a bajnokságban a Köln ellen 5-0-ra megnyert mérkőzésen. Január 20-án, az Eintracht Frankfurt elleni 2–2-es bajnokin újabb gólt szerzett.
2021. március 6-án, az RB Leipzig ellen játszotta 50. Bundesliga-mérkőzését. Március 21-én, a bajnokság 26. fordulójában az Augsburg ellen 2–0-ra megnyert találkozón megszerezte idénybeli hatodik gólját. Április 3-án, a bajnokság 27. fordulójában a Borussia Mönchengladbach ellen 2–1-re elvesztett találkozón ő szerezte a Freiburg gólját. A 29. fordulóban gólt lőtt és két gólpasszt adott a Schalke ellen 4–0-ra megnyert mérkőzésen. 28 bajnokin nyolcszor volt eredményes a bajnokság során, ezzel Vincenzo Grifo mögött csapata második legeredményesebb játékosa volt a Bundesligában.
A 2021–22-es bajnokság 2. fordulójában gólt lőtt a Borussia Dortmundnak, a Freiburg pedig 2–1-re megnyerte a mérkőzést.
2022. március 2-án szerezte a következő gólját a VfL Bochum ellen 2–1-re megnyert DFB-Pokal (német kupa) mérkőzésen, melyet a hosszabbítás 120. percében lőtt. Találatának köszönhetően a Freiburggal elődöntőbe jutottak. Április 16-án duplázott a bajnokság 30. fordulójában VfL Bochum elleni 3–0-s találkozón. A gólokat a 16. és az 53. percben szerezte Dzsong Vujong beadásait követően.
A 2022–23-as Bundesliga-szezonban mindössze egy gólt szerzett, a Werder Bremen ellen a Weserstadionban, a 28. fordulóban. Előző szezonjaihoz képest kevesebbszer, mindössze 19 alkalommal lépett pályára. Tizenöt alkalommal a Bundesligában, míg négyszer a Német Kupában, igaz az idény során egy súlyos szemsérülés miatt hosszabb időre partvonalon kívülre szorult.
A következő szezont jól kezdte a válogatott középpályása; augusztus 13-án, a Német Kupa első fordulójában gólt szerzett és gólpasszt adott az ötödosztályban szereplő Oberachern elleni 2–0-s győzelem során.
A Bundesliga 1. fordulójában kezdőként kapott lehetőséget a Hoffenheim elleni idegenbeli bajnokin. Csapata 2–1-es győzelmet aratott, Sallai az első félidő hosszabbításában gólt szerzett, a 84. percben pedig lecserélték. A bundesliga.com internetes szakportál a beválasztotta a forduló válogatottjába.

#### Galatasaray
2024. szeptember 13-án igazolta le a török rekordbajnok, a játékjogáért pedig 6 millió euró fizettek az SC Freiburg együttesének az isztambuliak. Sallai négy évre szóló szerződést írt alá. Szeptember 21-én mutatkozott be új csapatában, a bajnokság 6. fordulójában, a rivális Fenerbahçe SK elleni 3–1-es idegenbeli győzelem során. Sallai Dries Mertens helyére állt be a 75.percben.
December 1-jén szerezte első találatát a Eyüpspor elleni 2–2-es bajnokin. A találkozó 47. percében Victor Osimhen beadását lőtte a kapuba.
A Galatasaray a tavaszi szezonra nevezte az Európa-liga egyenes kieséses szakaszára. Február 13-án, a rájátszás első körében, a holland AZ Alkmaar elleni párharc első mérkőzésén ő szerezte csapata gólját a 4–1-re elvesztett idegenbeli mérkőzésen.
A szezon végén kupagyőztes lett a Galatasarayjal, úgy hogy a Konyaspor elleni elődöntőben két gólt szerzett, a Trabzonspor ellen 3–0-ra megnyert döntőben pedig végig a pályán volt.

### A válogatottban

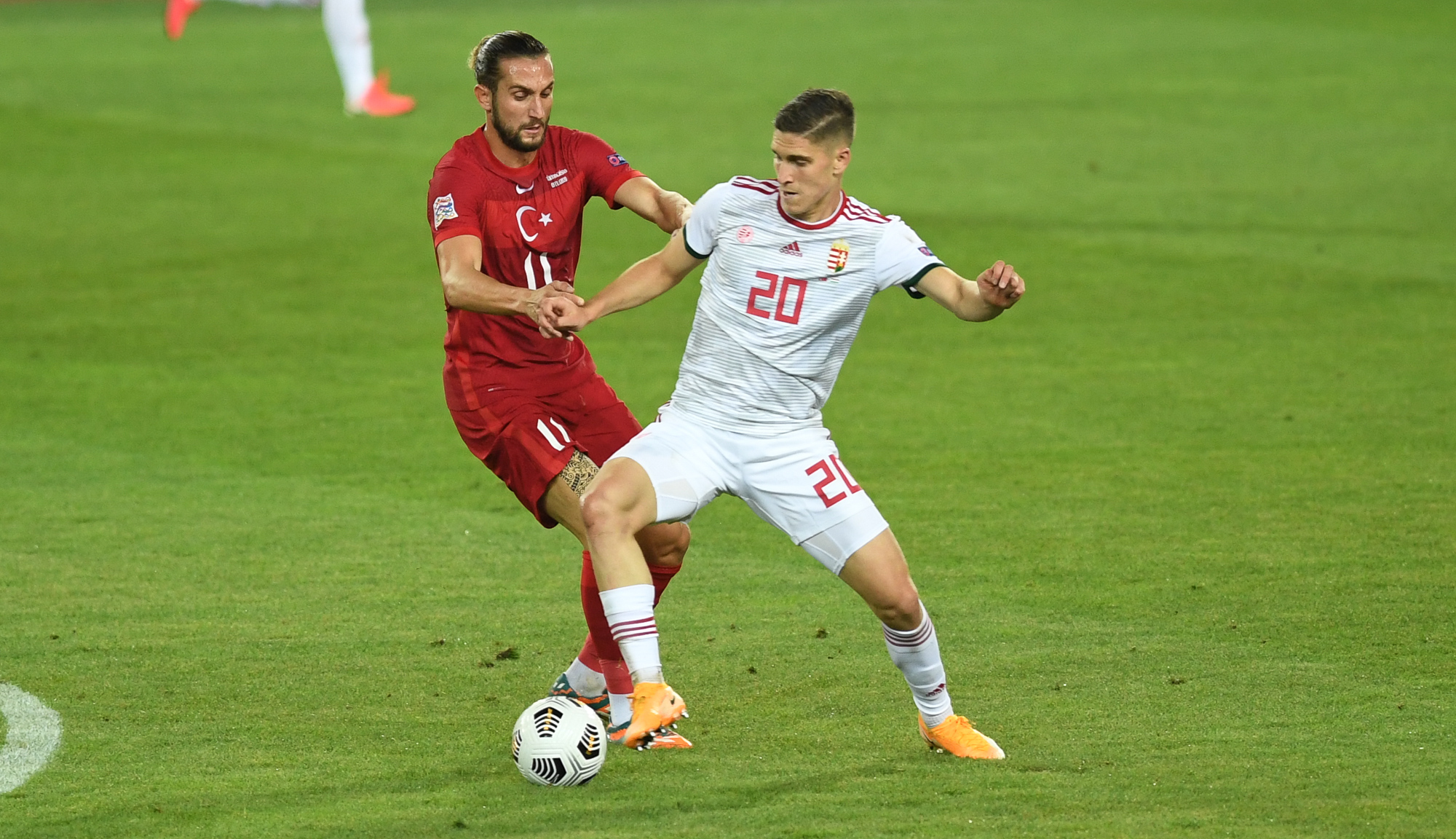
Sallai Roland (jobbra) a Törökország–Magyarország Nemzetek Ligája mérkőzésen 2020 szeptemberében

Részt vett a 2015-ös U20-as labdarúgó-világbajnokságon, ahol két mérkőzésen lépett pályára a negyeddöntőben a szerbektől Talabér Attila öngólja után
2-1-es vereséget szenvedő magyar csapatban. A felnőtt válogatottban 2016 május 20-án, 18 évesen mutatkozott be Elefántcsontpart ellen.(0-0) 2018. szeptember 11-én, a görögök elleni Nemzetek Ligája mérkőzésen a tizedik válogatott mérkőzésén megszerezte az első gólját.
Másodszor 2020. szeptember 6-án, az oroszok elleni Nemzetek Ligája-mérkőzésen volt eredményes címeres mezben.
A 2022-es világbajnokság selejtezőjének első két fordulójában Lengyelország és San Marino ellen is gólt szerzett, emellett utóbbi találkozón egy büntetőt is elhibázott.
2021. június 1-jén Marco Rossi szövetségi kapitány nevezte őt a magyar válogatott Európa-bajnokságra készülő 26 fős keretébe. A kontinenstornán a magyar válogatott mindhárom csoportmérkőzésén pályára lépett, a franciák ellen Fiola Attilának, a németek ellen pedig Szalai Ádámnak adott gólpasszt.
2022. június 14-én az Anglia ellen 4–0-ra megnyert Nemzetek Ligája mérkőzésen 2 gólt szerzett. 2022. november 20-án a Puskás Ferenc Stadionban gólt rúgott a Görögország elleni győztes (2–1) barátságos mérkőzésen.
2024. június 23-án az Európa bajnokság csoportkörében a Skócia ellen 1–0-ra megnyert mérkőzésen gólpasszt adott Csoboth Kevinnek, és a találkozó legjobbjának választották.

## Statisztikái

### Klubcsapatokban
Frissítve 2025. augusztus 15-én.
| Klub            | Szezon         | Bajnokság      | Bajnokság | Bajnokság | Kupa  | Kupa  | Ligakupa | Ligakupa | Nemzetközi | Nemzetközi | Összesen | Összesen |
| Klub            | Szezon         | Liga           | Mérk.     | Gólok     | Mérk. | Gólok | Mérk.    | Gólok    | Mérk.      | Gólok      | Mérk.    | Gólok    |
| --------------- | -------------- | -------------- | --------- | --------- | ----- | ----- | -------- | -------- | ---------- | ---------- | -------- | -------- |
| Puskás Akadémia | 2013–14        | NB I           | —         | —         | —     | —     | 1        | 0        | —          | —          | 1        | 0        |
| Puskás Akadémia | 2014–15        | NB I           | 16        | 2         | 3     | 0     | 3        | 1        | —          | —          | 22       | 3        |
| Puskás Akadémia | 2015–16        | NB I           | 31        | 1         | 1     | 0     | —        | —        | —          | —          | 32       | 1        |
| Puskás Akadémia | 2017–18        | NB I           | 1         | 0         | —     | —     | —        | —        | —          | —          | 1        | 0        |
| Puskás Akadémia | Összesen       | Összesen       | 48        | 3         | 4     | 0     | 4        | 1        | —          | —          | 56       | 4        |
| Palermo         | 2016–17        | Serie A        | 21        | 1         | 1     | 0     | —        | —        | —          | —          | 22       | 1        |
| Palermo         | Összesen       | Összesen       | 21        | 1         | 1     | 0     | —        | —        | —          | —          | 22       | 1        |
| APÓEL           | 2017–18        | Ciprusi liga   | 29        | 9         | 4     | 0     | —        | —        | 6          | 0          | 39       | 9        |
| APÓEL           | 2018–19        | Ciprusi liga   | —         | —         | —     | —     | —        | —        | 7          | 1          | 7        | 1        |
| APÓEL           | Összesen       | Összesen       | 29        | 9         | 4     | 0     | —        | —        | 13         | 1          | 46       | 10       |
| Freiburg        | 2018–19        | Bundesliga     | 10        | 2         | —     | —     | —        | —        | —          | —          | 10       | 2        |
| Freiburg        | 2019–20        | Bundesliga     | 21        | 2         | 2     | 0     | —        | —        | —          | —          | 23       | 2        |
| Freiburg        | 2020–21        | Bundesliga     | 28        | 8         | 1     | 0     | —        | —        | —          | —          | 29       | 8        |
| Freiburg        | 2021–22        | Bundesliga     | 31        | 4         | 5     | 1     | —        | —        | —          | —          | 36       | 5        |
| Freiburg        | 2022–23        | Bundesliga     | 19        | 1         | 4     | 1     | —        | —        | 3          | 0          | 26       | 2        |
| Freiburg        | 2023–24        | Bundesliga     | 27        | 3         | 1     | 1     | —        | —        | 9          | 4          | 37       | 8        |
| Freiburg        | 2024–25        | Bundesliga     | 2         | 0         | —     | —     | —        | —        | —          | —          | 2        | 0        |
| Freiburg        | Összesen       | Összesen       | 138       | 20        | 13    | 3     | —        | —        | 12         | 4          | 163      | 27       |
| Galatasaray     | 2024–25        | Süper Lig      | 27        | 2         | 4     | 2     | —        | —        | 2          | 2          | 33       | 6        |
| Galatasaray     | 2025–26        | Süper Lig      | 2         | 0         | 0     | 0     | —        | —        | 0          | 0          | 2        | 0        |
| Galatasaray     | Összesen       | Összesen       | 29        | 2         | 4     | 2     | —        | —        | 2          | 2          | 35       | 6        |
| Karrier összes  | Karrier összes | Karrier összes | 265       | 35        | 26    | 5     | 4        | 1        | 27         | 7          | 322      | 48       |

### A válogatottban
| Magyarország | Magyarország | Magyarország |
| Év           | Mérk.        | Gólok        |
| ------------ | ------------ | ------------ |
| 2016         | 1            | 0            |
| 2017         | 5            | 0            |
| 2018         | 6            | 1            |
| 2019         | 4            | 0            |
| 2020         | 4            | 1            |
| 2021         | 10           | 3            |
| 2022         | 8            | 4            |
| 2023         | 8            | 3            |
| 2024         | 12           | 2            |
| 2025         | 2            | 0            |
| Összesen     | 60           | 14           |

### Mérkőzései a válogatottban
| Magyarország | Magyarország         | Magyarország                            | Magyarország        | Magyarország | Magyarország        | Magyarország    | Magyarország | Magyarország        |
| #            | Dátum                | Helyszín                                | Hazai               | Eredmény     | Vendég              | Kiírás          | Gólok        | Esemény             |
| ------------ | -------------------- | --------------------------------------- | ------------------- | ------------ | ------------------- | --------------- | ------------ | ------------------- |
| 1.           | 2016. május 20.      | Budapest, Groupama Aréna                | Magyarország        | 0 – 0        | Elefántcsontpart    | barátságos      | -            | 79'                 |
| 2.           | 2017. június 5.      | Budapest, Groupama Aréna                | Magyarország        | 0 – 3        | Oroszország         | barátságos      | -            | 46'                 |
| 3.           | 2017. június 9.      | Andorra la Vella, Estadi Nacional       | Andorra             | 1 – 0        | Magyarország        | vb-selejtező    | -            | 72'                 |
| 4.           | 2017. október 7.     | Bázel, St. Jakob-Park                   | Svájc               | 5 – 2        | Magyarország        | vb-selejtező    | -            | 69'                 |
| 5.           | 2017. október 10.    | Budapest, Groupama Aréna                | Magyarország        | 1 – 0        | Feröer              | vb-selejtező    | -            | 89'                 |
| 6.           | 2017. november 9.    | Luxembourg, Stade Josy Barthel          | Luxemburg           | 2 – 1        | Magyarország        | barátságos      | -            | 63'                 |
| 7.           | 2018. június 6.      | Breszt, Regionaler Sportkomplex Brest   | Fehéroroszország    | 1 – 1        | Magyarország        | barátságos      | -            | 65'                 |
| 8.           | 2018. június 9.      | Budapest, Groupama Aréna                | Magyarország        | 1 – 2        | Ausztrália          | barátságos      | -            | 84'                 |
| 9.           | 2018. szeptember 8.  | Tampere, Tampere Stadion                | Finnország          | 1 – 0        | Magyarország        | Nemzetek Ligája | -            | 72'                 |
| 10.          | 2018. szeptember 11. | Budapest, Groupama Aréna                | Magyarország        | 2 – 1        | Görögország         | Nemzetek Ligája | 1            | 15' 50'             |
| 11.          | 2018. október 12.    | Athén, Olimpiai Stadion                 | Görögország         | 1 – 0        | Magyarország        | Nemzetek Ligája | -            |                     |
| 12.          | 2018. október 15.    | Tallinn, A. Le Coq Aréna                | Észtország          | 3 – 3        | Magyarország        | Nemzetek Ligája | -            |                     |
| 13.          | 2019. szeptember 9.  | Budapest, Groupama Aréna                | Magyarország        | 1 – 2        | Szlovákia           | Eb-selejtező    | -            |                     |
| 14.          | 2019. október 10.    | Split, Poljud Stadion                   | Horvátország        | 3 – 0        | Magyarország        | Eb-selejtező    | -            | 76'                 |
| 15.          | 2019. október 13.    | Budapest, Groupama Aréna                | Magyarország        | 1 – 0        | Azerbajdzsán        | Eb-selejtező    | -            |                     |
| 16.          | 2019. november 19.   | Cardiff, Cardiff City Stadion           | Wales               | 2 – 0        | Magyarország        | Eb-selejtező    | -            | 83'                 |
| 17.          | 2020. szeptember 3.  | Sivas, Sivas Arena                      | Törökország         | 0 – 1        | Magyarország        | Nemzetek Ligája | -            | 81'                 |
| 18.          | 2020. szeptember 6.  | Budapest, Puskás Aréna                  | Magyarország        | 2 – 3        | Oroszország         | Nemzetek Ligája | 1            | 62'                 |
| 19.          | 2020. október 8.     | Szófia, Vaszil Levszki Nemzeti Stadion  | Bulgária            | 1 – 3        | Magyarország        | Eb-selejtező    | -            |                     |
| 20.          | 2020. november 12.   | Budapest, Puskás Aréna                  | Magyarország        | 2 – 1        | Izland              | Eb-selejtező    | -            |                     |
| 21.          | 2021. március 25.    | Budapest, Puskás Aréna                  | Magyarország        | 3 – 3        | Lengyelország       | vb-selejtező    | 1            | 6' 72'              |
| 22.          | 2021. március 28.    | Serravalle, Stadio Olimpico             | San Marino          | 0 – 3        | Magyarország        | vb-selejtező    | 1            | 71'                 |
| 23.          | 2021. június 15.     | Budapest, Puskás Aréna                  | Magyarország        | 0 – 3        | Portugália          | Eb-csoportkör   | -            | 77'                 |
| 24.          | 2021. június 19.     | Budapest, Puskás Aréna                  | Magyarország        | 1 – 1        | Franciaország       | Eb-csoportkör   | -            |                     |
| 25.          | 2021. június 23.     | München, Allianz Arena                  | Németország         | 2 – 2        | Magyarország        | Eb-csoportkör   | -            | 75'                 |
| 26.          | 2021. szeptember 2.  | Budapest, Puskás Aréna                  | Magyarország        | 0 – 4        | Anglia              | vb-selejtező    | -            | 66'                 |
| 27.          | 2021. szeptember 5.  | Elbasan, Elbasan Aréna                  | Albánia             | 1 – 0        | Magyarország        | vb-selejtező    | -            | 88'                 |
| 28.          | 2021. szeptember 8.  | Budapest, Puskás Aréna                  | Magyarország        | 2 – 1        | Andorra             | vb-selejtező    | -            | 12' a szünetben     |
| 29.          | 2021. október 9.     | Budapest, Puskás Aréna                  | Magyarország        | 0 – 1        | Albánia             | vb-selejtező    | -            | 71'                 |
| 30.          | 2021. október 12.    | London, Wembley Stadion                 | Anglia              | 1 – 1        | Magyarország        | vb-selejtező    | 1            | 24' 79'             |
| 31.          | 2022. március 24.    | Budapest, Puskás Aréna                  | Magyarország        | 0 – 1        | Szerbia             | barátságos      | -            | 80'                 |
| 32.          | 2022. március 29.    | Belfast, Windsor Park                   | Észak-Írország      | 0 – 1        | Magyarország        | barátságos      | 1            | 55' 55' 72'         |
| 33.          | 2022. június 4.      | Budapest, Puskás Aréna                  | Magyarország        | 1 – 0        | Anglia              | Nemzetek Ligája | -            | 71'                 |
| 34.          | 2022. június 7.      | Cesena, Dino Manuzzi Stadion            | Olaszország         | 2 – 1        | Magyarország        | Nemzetek Ligája | -            |                     |
| 35.          | 2022. június 11.     | Budapest, Puskás Aréna                  | Magyarország        | 1 – 1        | Németország         | Nemzetek Ligája | -            | 17' 76'             |
| 36.          | 2022. június 14.     | Wolverhampton, Molineux Stadion         | Anglia              | 0 – 4        | Magyarország        | Nemzetek Ligája | 2            | 16' 70' 78'         |
| 37.          | 2022. november 17.   | Luxembourg, Stade de Luxembourg         | Luxemburg           | 2 – 2        | Magyarország        | barátságos      | -            | 58'                 |
| 38.          | 2022. november 20.   | Budapest, Puskás Aréna                  | Magyarország        | 2 – 1        | Görögország         | barátságos      | 1            | 15' 72'             |
| 39.          | 2023. március 23.    | Budapest, Puskás Aréna                  | Magyarország        | 1 – 0        | Észtország          | barátságos      | -            | 76'                 |
| 40.          | 2023. március 27.    | Budapest, Puskás Aréna                  | Magyarország        | 3 – 0        | Bulgária            | Eb-selejtező    | -            | 73'                 |
| 41.          | 2023. június 17.     | Podgorica, Városi stadion               | Montenegró          | 0 – 0        | Magyarország        | Eb-selejtező    | -            | 50' 58'             |
| 42.          | 2023. június 20.     | Budapest, Puskás Aréna                  | Magyarország        | 2 – 0        | Litvánia            | Eb-selejtező    | 1            | 83' 88'             |
| 43.          | 2023. szeptember 7.  | Belgrád, Rajko Mitić Stadion            | Szerbia             | 1 – 2        | Magyarország        | Eb-selejtező    | -            | 94'                 |
| 44.          | 2023. szeptember 10. | Budapest, Puskás Aréna                  | Magyarország        | 1 – 1        | Csehország          | barátságos      | 1            | 52' 84'             |
| 45.          | 2023. október 14.    | Budapest, Puskás Aréna                  | Magyarország        | 2 – 1        | Szerbia             | Eb-selejtező    | 1            | 34' 74'             |
| 46.          | 2023. október 17.    | Kaunas, S. Darius és S. Girėnas Stadion | Litvánia            | 2 – 2        | Magyarország        | Eb-selejtező    | -            | 90+2'               |
| 47.          | 2024. március 22.    | Budapest, Puskás Aréna                  | Magyarország        | 1 – 0        | Törökország         | barátságos      | -            | 80'                 |
| 48.          | 2024. június 4.      | Dublin, Aviva Stadion                   | Írország            | 2 – 1        | Magyarország        | barátságos      | -            |                     |
| 49.          | 2024. június 8.      | Debrecen, Nagyerdei stadion             | Magyarország        | 3 – 0        | Izrael              | barátságos      | 1            | 11' 32' a szünetben |
| 50.          | 2024. június 15.     | Köln, RheinEnergieStadion (GER)         | Magyarország        | 1 – 3        | Svájc               | Eb-csoportkör   | -            |                     |
| 51.          | 2024. június 19.     | Stuttgart, MHPArena                     | Németország         | 2 – 0        | Magyarország        | Eb-csoportkör   | -            | 87'                 |
| 52.          | 2024. június 23.     | Stuttgart, MHPArena (GER)               | Skócia              | 0 – 1        | Magyarország        | Eb-csoportkör   | -            |                     |
| 53.          | 2024. szeptember 7.  | Düsseldorf, Merkur Spiel-Arena          | Németország         | 5 – 0        | Magyarország        | Nemzetek Ligája | -            | 75'                 |
| 54.          | 2024. szeptember 10. | Budapest, Puskás Aréna                  | Magyarország        | 0 – 0        | Bosznia-Hercegovina | Nemzetek Ligája | -            |                     |
| 55.          | 2024. október 11.    | Budapest, Puskás Aréna                  | Magyarország        | 1 – 1        | Hollandia           | Nemzetek Ligája | 1            | 32' 64'             |
| 56.          | 2024. október 14.    | Zenica, Bilino Polje Stadion            | Bosznia-Hercegovina | 0 – 2        | Magyarország        | Nemzetek Ligája | -            | 68'                 |
| 57.          | 2024. november 16.   | Johan Cruijff Arena, Amszterdam         | Hollandia           | 4 – 0        | Magyarország        | Nemzetek Ligája | -            | 80'                 |
| 58.          | 2024. november 19.   | Budapest, Puskás Aréna                  | Magyarország        | 1 – 1        | Németország         | Nemzetek Ligája | -            | 82'                 |
| 59.          | 2025. június 6.      | Budapest, Puskás Aréna                  | Magyarország        | 0 – 2        | Svédország          | barátságos      | -            |                     |
| 60.          | 2025. június 10.     | Baku, Dalğa Arena                       | Azerbajdzsán        | 1 – 2        | Magyarország        | barátságos      | -            | a szünetben         |
|              | Összesen             |                                         |                     | 60           | mérkőzés            |                 | 14           | gól                 |

## Sikerei, díjai

### Klubcsapatokban
APÓEL
- Ciprusi bajnok (1): 2017–18

 Freiburg
- Német kupa-döntős (1): 2021–22

 Galatasaray
- Török bajnok (1): 2024–25
- Török kupa-győztes (1): 2024–25

## További információ

#### Közösségi platformok
- Sallai Roland az Instagramon

#### Egyéb weboldalak
- Sallai Roland adatlapja a Bundesliga weboldalán (angolul)
- Adatlapja az MLSZ honlapján
- Statisztikája a Kicker honlapján
- Sallai Roland adatlapja a Transfermarkt oldalon (angolul)
- Sallai Roland adatlapja a Soccerway oldalon (angolul)